# Spoorlijn Groß Schönebeck - Berlijn-Wilhelmsruh
De spoorlijn Groß Schönebeck - Berlijn-Wilhelmsruh, ook wel de Heidekrautbahn genoemd, is een Duitse spoorlijn bestaande uit de trajecten 6500 Berlijn-Karow - Schmachtenhagen, 6501 Berlijn-Wilhelmsruh - Basdorf, 6502 Basdorf - Groß Schönebeck en 6503 Wensickendorf - Liebenwalde. De spoorlijn wordt beheerd door DB Netze.

## Geschiedenis
Het traject werd in 1901 door de Reinickendorf- Liebenwalder-Groß Schönebecker Eisenbahn-Aktien-Gesellschaft geopend. Vanaf 1950 werd de bedrijfsvoering door de Deutsche Reichsbahn gevoerd.
Tussen 1950 en 1952 werd het personenvervoer van Stettiner Bahnhof/Nordbahnhof over Gesundbrunnen en de aansluiting Berlijn-Wilhelmsruh (Klbf.) naar Basdorf geleid.
Na de bouw van de muur in 1961 lag het deel van de spoorlijn tussen district Pankow en district Reinickendorf in de grens zone behorende tot Oost-Berlijn. Het personenvervoer werd toen op dit deel stilgelegd. In Wilhelmsruh bevond zich een vestiging van ABB later Alstom Power Service. Tegenwoordig is daar Stadler Rail Pankow gevestigd. De treinstellen worden via Basborf naar Berlijn-Karow vervoerd.
De Deutsche Bahn heeft in december 2005 het eigendomsrecht en de bedrijfsvoering overgedaan aan de Niederbarnimer Eisenbahn (NEB) met hoofdkantoor in Berlijn.

### Bedrijfsvoering
- vanaf 1901: Regierungs-Baumeister a. D. August Steinfeld
- vanaf 1911: Becker & Co.
- vanaf 1 april 1913: Reinickendorf-Liebenwalder-Groß Schönebecker Eisenbahn-AG
- vanaf 8 januari 1927: Niederbarnimer Eisenbahn-AG (vernoeming)
- vanaf 1 juli 1950: Deutsche Reichsbahn (door nationalisatie door de DDR werd de bedrijfsvoering uitgevoerd door DR)
- vanaf 1994: Deutsche Bahn AG, DB Regio AG
- 1 september 1998: Het traject werd overgenomen door NEB.
- 1 juli 2000: NEB neemt het traject tussen Karow en Schönwalde over van Deutsche Bahn AG
- 31 juli 2001: NEB neemt het traject van de Umgehungsbahn tussen Wensickendorf en Schmachtenhagen over.
- vanaf december 2005: Niederbarnimer Eisenbahn Betriebsgesellschaft GmbH (100 % dochter van NEB AG)

## Treindiensten

### Deutsche Bahn
De Deutsche Bahn verzorgde het personenvervoer op dit traject met RB treinen.

### Niederbarnimer Eisenbahn
De Niederbarnimer Eisenbahn (NEB) verzorgt het personenvervoer op dit traject met RB-treinen van het type Talent.

### S-Bahn
De spoorlijn wordt ook gebruikt door de S-Bahn. De treinen rijden volgens een vaste dienstregeling met een redelijk hoge frequentie.
De volgende S-Bahnlijnen sluiten aan, kruisen of lopen langs een deel van dit traject:
- S1 Wannsee - Gesundbrunnen - Oranienburg
- S2 Blankenfelde - Bernau
- S85 Waidmannslust - Grünau

## Aansluitingen
In de volgende plaatsen was of is er een aansluiting van de volgende spoorwegmaatschappijen:

### Wensickendorf
Aansluiting uit de richting Schmachtenhagen

### Basdorf
Aansluiting uit de richting Liebenwalde

### aansluiting Schönewalde
Splitsing in de richting Berlijn-Karow en Berlijn-Wilhelmsruh

### Berlijn-Karow
- Berlin-Stettiner Eisenbahn, spoorlijn tussen Berlijn en Szczecin
- S2, S-Bahn tussen Blankenfelde en Bernau

### Mühlenbeck-Mönchmühle
Geen aansluiting met de Berliner Außenring.
- Berliner Außenring, spoorlijn rond Berlijn

### Berlijn-Wilhelmsruh
- Preußische Nordbahn, spoorlijn tussen Berlijn en Stralsund